# Man alive!
Man alive! is een muziekalbum van Stephen Stills uit 2005. Hij schreef vrijwel alle nummers zelf, waarvan enkele in samenwerking met anderen.
Aan het album werkten een groot aantal musici mee, onder wie Herbie Hancock, Russ Kunkel, Joe Lala en Joe Vitale. Daarnaast zingt zijn dochter Jennifer Stills op I don't get it mee als achtergrondzangeres en werkten oude bekenden als Graham Nash als zanger en Neil Young als gitarist mee. Ook schreven ze elk een nummer samen met Stills. David Crosby, het vierde lid van CSNY, ontbreekt echter op dit album.
Hij bracht het uit via de onafhankelijke labels Titan Pyramid Records (Verenigde Staten) en Talking Elephant (Verenigd Koninkrijk). Het album bereikte plaats 38 in de Amerikaanse Top Independent Albums.

## Nummers
| Nr. | naam            | schrijver                                   | duur  |
| --- | --------------- | ------------------------------------------- | ----- |
| 1   | Ain't it always | Stephen Stills                              | 3:25  |
| 2   | Feed the people | Stephen Stills                              | 4:24  |
| 3   | Heart's gate    | Stephen Stills                              | 2:59  |
| 4   | Round the bend  | Stephen Stills                              | 5:12  |
| 5   | I don't get it  | Stephen Stills                              | 3:35  |
| 6   | Around us       | Stephen Stills en Joe Vitale                | 3:47  |
| 7   | Ole man trouble | Booker T. Jones jr.                         | 4:56  |
| 8   | Different man   | Stephen Stills (tekst) op traditioneel lied | 2:10  |
| 9   | Piece of me     | Stephen Stills                              | 4:09  |
| 10  | Wounded world   | Stephen Stills en Graham Nash               | 3:12  |
| 11  | Drivin' thunder | Stephen Stills en Neil Young                | 4:30  |
| 12  | Acadienne       | Stephen Stills                              | 4:02  |
| 13  | Spanish suite   | Stephen Stills                              | 11:24 |